# Егоров, Иван Петрович
Иван Петрович Егоров (1915—1990) — советский математик, доктор физико-математических наук (1956), профессор (1957), заслуженный деятель науки РСФСР.

## Биография
Окончив 7-летнюю школу, учился в Кузнецком педагогическом техникуме, затем с 1932 до 1934 работал учителем в Анненковской школе крестьянской молодёжи.
После чего поступил и в 1939 окончил Казанский университет, после чего был принят в аспирантуру. С 1943 работает в Пензенском государственном педагогическом институте, в 1955—1956 преподаёт в Пензенском сельскохозяйственном институте, в 1956—1958 преподаёт в Горьковском педагогическом институте и университете, затем возвращается в Пензенский государственный педагогический институт (ПГПИ). В 1945 становится кандидатом физико-математических наук, в 1956 защищает докторскую диссертацию, в 1957 становится профессором. В 1977—1979 преподаёт в Мордовском университете, с 1979 до 1988 опять работает в ПГПИ. Создал Пензенскую математическую школу по движениям в обобщённых пространствах, с 1960 функционировала аспирантура под его руководством. Им введено понятие гомотетической кернфункции, обобщены некоторые факты теории движений инвариантной бергмановой метрики на случай аналитических гомотетичных движений, прочитан ряд оригинальных математических курсов по неевклидовой геометрии.
Дважды избирался депутатом Верховного Совета СССР, был членом постоянной комиссии Совета Союза Верховного Совета по делам молодёжи.

## Публикации
Более 70 научных работ учёного получили широкую известность и признание не только в СССР, но и за рубежом, вызвав появление новых исследований в Румынии, Японии, США и других странах.
- Введение в неевклидовы геометрии. 1972.
- Лекции по аксиоматике Вейля и неевклидовым геометриям. 1973.
- Геометрия. 1979.
- Основания геометрии. 1984.
- Движения в обобщенных пространствах. 1986.
- О математических структурах Едиториал УРСС, 2016. ISBN 978-5-9710-2482-8.